# Wilber Pérez
Wilber Mauricio Pérez Medrano (Jalpatagua, 26 settembre 1988) è un calciatore guatemalteco, attaccante del CSD Sacachispas e della nazionale guatemalteca.